# Tvärbandad trädklättrare
Tvärbandad trädklättrare (Dendrocolaptes picumnus) är en fågel i familjen ugnsfåglar inom ordningen tättingar. Den förekommer i högväxt skog från Mexiko till Argentina. Arten minskar i antal, men beståndet anses vara livskraftigt.

## Utseende och läte
Tvärbandad trädklättare är en stor trädklättrare med en kraftig och rak näbb. Kombinationen av ljusa streck på huvud och bröst samt mörk tvärbandning på buken är karakteristisk. Lätet består av en ljudlig ringande drill som vanligen faller i tonhöjd, där varje ton låter avklippt.

## Utbredning och systematik
Tvärbandad trädklättrare har ett stort utbredningsområde från södra Mexiko till norra Argentina. Den delas in i tre grupper av tio underarter, med följande utbredning:
- puncticollis-gruppen
  - Dendrocolaptes picumnus puncticollis – förekommer i högländerna från södra Mexiko (Chiapas) till Guatemala och västra Honduras
  - Dendrocolaptes picumnus seilerni – förekommer i Santa Marta-bergen (nordöstra Colombia) och kustbergen i norra Venezuela
  - Dendrocolaptes picumnus olivaceus – förekommer vid foten av de bolivianska Anderna (La Paz, Cochabamba, Santa Cruz)
- picumnus-gruppen
  - Dendrocolaptes picumnus costaricensis – förekommer i högländerna i Costa Rica och Stillahavssluttningen i västra Panama
  - Dendrocolaptes picumnus multistrigatus – förekommer i Anderna i Colombia och norra och västra Venezuela
  - Dendrocolaptes picumnus validus – förekommer i lågländerna i västra Amazonområdet
  - Dendrocolaptes picumnus picumnus – förekommer i tropiska östra Venezuelas anslutning till Guyana och Brasilien (norr om Amazonfloden
  - Dendrocolaptes picumnus transfasciatus – förekommer i Amazonområdet (Brasilien söder om nedre Amazonfloden till norra Mato Grosso)
- pallescens/casaresi-gruppen
  - Dendrocolaptes picumnus pallescens – förekommer i Chaco i östra Bolivia, i södra Brasilien och i västra Paraguay
  - Dendrocolaptes picumnus casaresi – förekommer vid foten av Anderna i nordvästra Argentina (Jujuy, Salta och Tucumán)

## Levnadssätt
Tvärbandad trädklättrare hittas vanligen i högväxt skog, från låglänta områden upp till cirka 2000 meters höjd. Den ses enstaka eller i par, ibland som en del av kringvandrande artblandade flockar eller besökare vid svärmar av vandringsmyror för att fånga smådjur som skräms upp i deras väg.
```
Status och hot ==
```

Arten har ett stort utbredningsområde, men tros minska i antal, dock inte tillräckligt kraftigt för att den ska betraktas som hotad. Internationella naturvårdsunionen IUCN listar arten som livskraftig (LC). Beståndet uppskattas till i storleksordningen 50 000 till en halv miljon vuxna individer.